# Henri Coiffier
Henri Coiffier, baron de Breuille, seigneur du Tilloux, est un officier de marine et homme politique français né le 6 décembre 1735 à Moulins (Allier) et décédé le 13 décembre 1802 à Munich (Allemagne).
Capitaine de vaisseau et chevalier de Saint-Louis, il est député de la noblesse aux États généraux de 1789 pour la sénéchaussée de Moulins. Attaché à l'Ancien régime, il siège à droite et démissionne le 1er décembre 1789.

## Sources
- « Henri Coiffier », dans Adolphe Robert et Gaston Cougny, Dictionnaire des parlementaires français, Edgar Bourloton, 1889-1891 [détail de l’édition]